# Buchberg (Zittauer Gebirge)
Der Buchberg, früher Jonsdorfer Buchberg ist ein flachkegeliger Berg am Nordrand des Zittauer Gebirges mit 651,6 m ü. NHN Höhe. Der Buchberg ist komplett bewaldet. Während der Berg nach Osten und Norden steil abfällt, läuft er nach Süden relativ flach aus und bildet mit dem sich westlich anschließenden Sonneberg (627 m) einen Doppelgipfel.

## Lage und Umgebung
Der Buchberg erhebt sich westlich über dem Dorf Jonsdorf und östlich des Ortes Waltersdorf. Am Nordhang des Berges verläuft die Straße von Jonsdorf nach Waltersdorf. Südlich des Berges existiert ein Hochmoor, welches das Quellgebiet des Zwittebaches darstellt. Am südöstlichen Fuße des Buchberges entspringt an den Nonnenfelsen der Pochebach. Nordwestlich liegt der Butterberg (507 m).

## Bergbau
In den Jahren 1949 und 1950 führte die Wismut AG am Nordosthang Erkungsarbeiten nach Uran durch. Es wurden u. a. fünf Schurfschächte abgeteuft und sechs Stolln aufgefahren. Die Arbeiten waren Teil des Objektes 28.

## Wege zum Gipfel
- Mögliche Ausgangspunkte für den Gipfelaufstieg sind Wanderwege, welche meist von Jonsdorf aus Richtung Gipfel führen. Über den Gipfel direkt führt kein Wanderweg.